# Carl Johan Flensburg
Carl Johan Flensburg, född 8 augusti 1748 i Sövde socken, Malmöhus län, död 7 januari 1799 i Kumla, var en svensk musikdirektör och domkyrkoorganist i Västerås församling.

## Biografi
Flensburg föddes 8 augusti 1748 i Sövde. Han var son till organisten Johan Flensburg och Vendela Schiötts. Flensburg gifte sig 1781 med Anna Helena Dicander (född 1760). De fick tillsammans barnen  Lars (född 1785) och Wilhelm (född 1786). Han blev 1781 student vid Uppsala universitet. 1778 blev han sergeant vid Västmanlands regemente. Flensburg fick avsked av fältväbeln 1785. År 1786 blev han organist och musikdirektör i Västerås församling. Flensburg avled 7 januari 1799 i Kumla.